# Kochanów (powiat tomaszowski)
Kochanów – wieś w Polsce położona w województwie łódzkim, w powiecie tomaszowskim, w gminie Lubochnia.
W latach 1975–1998 miejscowość należała administracyjnie do województwa piotrkowskiego.
Liczba mieszkańców w 2011 roku wynosiła 105 osób.